# Jag har fått klädning, skor och ring
Jag har fått klädning, skor och ring är en psalmtext för väckelserörelsens behov. 

## Publicerad i
- Det glada budskapet 1890, nummer 106 med titeln "Lofsång".
- Sions Sånger 1951 nr 141.
- Sions Sånger 1981 nr 252 under rubriken "Det eviga Livet"